# 平尾優太
平尾　優太（ひらお　ゆうた、1986年4月15日-）は、埼玉県出身の元サッカー選手。ポジションは主にディフェンダー（右サイドバック）。

## 経歴
１６歳で埼玉県立浦和東高等学校を中退し、単身ブラジルへ渡る。
マリーリアACのU-20で活躍し、翌年CAレンソエンセでプロ契約を結ぶ。
CAレンソエンセ所属時はディフェンダー（右サイドバック）、ウイング（主に左サイド）として活躍し４ゴールを記録。
２００７年契約終了に伴い現役を引退。

## プレースタイル
50ｍ5秒台のスピードを生かし、サイドライン際を高速で駆け上がるドリブルでの攻撃参加が持ち味。
CAレンソエンセ所属時はコーナーキックも任されていた。

## 学歴
- 岩槻市立慈恩寺小学校
- 岩槻市立慈恩寺中学校
- 埼玉県立浦和東高等学校